# Mireya González
Pour les articles homonymes, voir González.
Mireya González Álvarez, née le 18 juillet 1991 à León, est une joueuse internationale espagnole de handball évoluant au poste d'arrière droite.

## Biographie
Formée au BM Alcobendas, elle rejoint en 2012 la France et Mios Biganos.
Pour la saison 2015-2016, elle s'engage avec le club hongrois de Érdi VSE.
En mars 2018, à la suite de la blessure de  Nora Mørk, elle rejoint le club de Győr jusqu'à la fin de la saison. Elle remporte notamment la Ligue des champions 2018.

## Palmarès

### En clubs
compétitions internationales
- vainqueur de la Ligue des champions (C1) en 2018 (avec Győri ETO KC)
- vainqueur de la coupe de l'EHF (C3) en 2019 (avec Siófok KC)
- vainqueur de la coupe Challenge (C4) en 2015 (avec Mios Biganos-Bègles)

compétitions nationales
- championne de Hongrie en 2018 (avec Győri ETO KC)
- vainqueur de la coupe de Hongrie en 2018 (avec Győri ETO KC)
- finaliste de la coupe de la Ligue en 2015 (avec Mios Biganos-Bègles)
- finaliste de la coupe de Hongrie en 2016 (avec Érdi VSE)

### En équipe nationale
- 11e place au championnat d'Europe 2016
- 11e place au championnat du monde 2017
- 12e place au championnat d'Europe 2018
- finaliste au championnat du monde 2019

## Liens externes

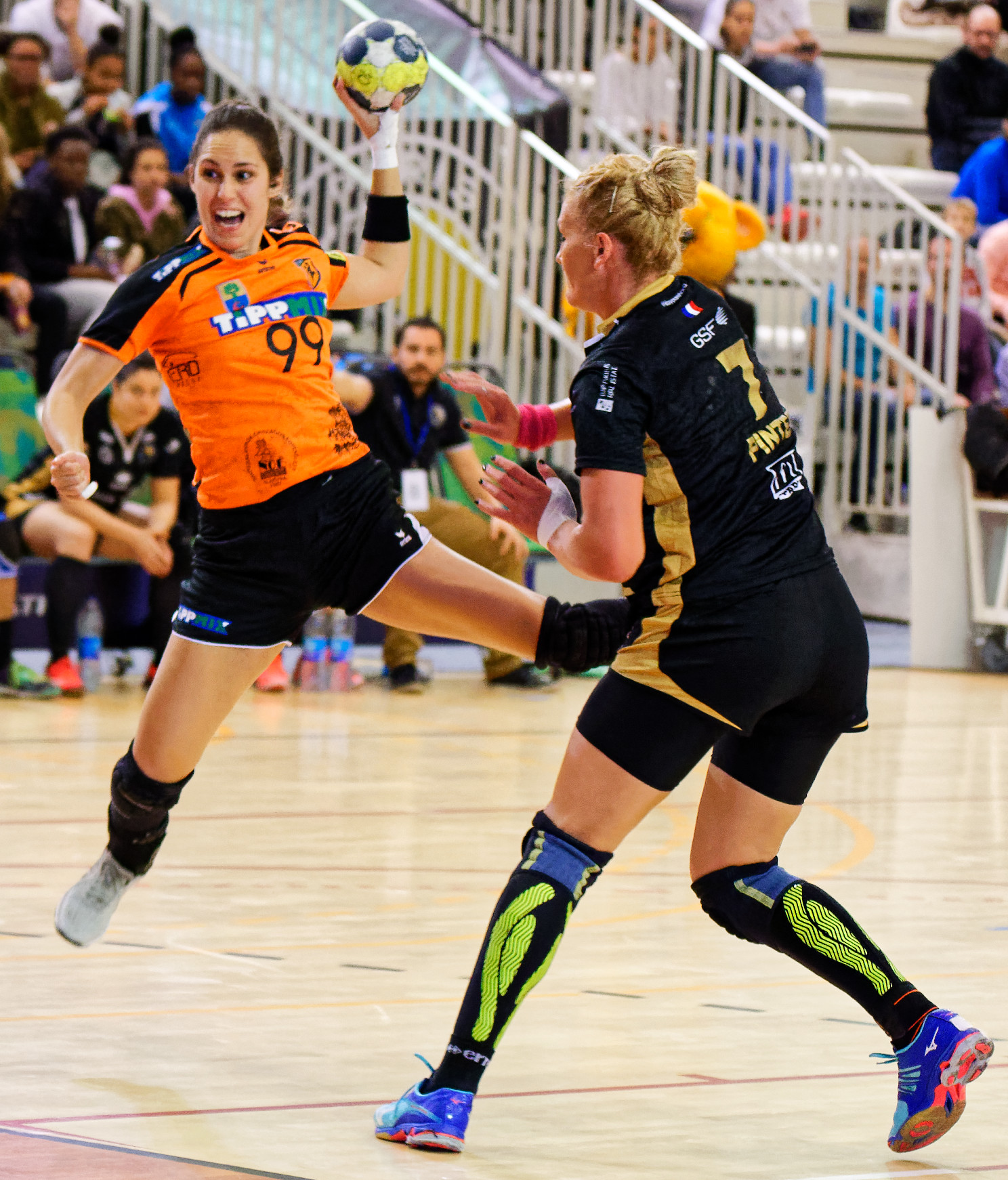
Mireya González au tir sous le maillot de Siófok le 18 novembre 2017.